# Brave Words
Brave Words — дебютный студийный альбом новозеландской инди-рок группы The Chills из Данидина. Он был выпущен в 1987 году на лейбле Flying Nun Records.

## Отзывы
| Оценки критиков           | Оценки критиков |
| Источник                  | Оценка          |
| ------------------------- | --------------- |
| AllMusic                  | [ 1 ]           |
| Alternative Rock          | 6/10            |
| Robert Christgau          | A−              |
| The Philadelphia Inquirer | [ 6 ]           |

Brave Words получил положительные отзывы от музыкальных критиков. Критик AllMusic Стюарт Мейсон оценил альбом на 4 из 5 и отметил, что «Первый полноценный альбом The Chills, последовавший за чередой классических инди-поп синглов длиной в несколько лет, стал кульминацией ранних обещаний группы. Спродюсированный техасским арт-роковым чудаком Майо Томпсоном, звук получился густым и эхообразным. Brave Words вполне может стать лучшим альбомом The Chills».
Торонто стар писала, что «такие песни, как „Push“ и „Wet Blanket“, черпают большую часть своей силы из умных оборотов, которые [Мартин] Филлипс придаёт типичным романтическим дилеммам». Автор Дэйв Томпсон в своей книге Alternative Rock (2000) написал, что после «стольких убийственных синглов и EP… первый полный взрыв Chills был разочарованием», добавив, что «Wet Blanket» и «16 Heart Throbs» могут «достойно представить любой бест-офф группы».

## Список композиций
LP version

Side 1:
1. «Push»
2. «Rain»
3. «Speak for Yourself»
4. «Look for the Good in Others and They’ll See the Good in You»
5. «Wet Blanket»
6. «Ghosts»

Side 2:
1. «Dan Destiny and the Silver Dawn»
2. «Night of Chill Blue»
3. «16 Heart-Throbs»
4. «Brave Words»
5. «Dark Carnival»
6. «Creep» (Phillips, Idaho)

CD version
1. «Push»
2. «Rain»
3. «Speak for Yourself»
4. «Look for the Good in Others and They’ll See the Good in You»
5. «Wet Blanket»
6. «Ghosts»
7. «House With 100 Rooms»
8. «Party in My Heart»
9. «Living in A Jungle»
10. «Dan Destiny and the Silver Dawn»
11. «Night of Chill Blue»
12. «16 Heart-Throbs»
13. «Brave Words»
14. «Dark Carnival»
15. «Creep»